# KLM Open 2005
Het KLM Open van 2005 werd weer op de Hilversumsche Golf Club gespeeld en voor de eerste en enige keer in de maand juni. Het prijzengeld was € 1.530.000 waarvan de winnaar € 250.000 kreeg. Het toernooi werd gewonnen door Gonzalo Fernández Castaño. 
Er deden zes voormalige winnaars mee: David Lynn (2004), Maarten Lafeber (2003), Tobias Dier (2002), Sven Strüver (1997), Mark Mouland (1988) en Gordon Brand Jr. (1987). 
Titelverdediger David Lynn eindigde nu op de 9de plaats. Het was zijn tweede top-10 plaats van het seizoen.
Het baanrecord op de Hilversumsche Golf stond met 60 op naam van Tobias Dier; het toernooirecord in 2005 was een ronde van 63 van Gary Emerson.
| Speler                    | Score           | Score | Rang |
| ------------------------- | --------------- | ----- | ---- |
| Gonzalo Fernández-Castaño | 68-67-70-68=269 | -11   | 1    |
| Gary Emerson              | 69-63-69-70=271 | -9    | 2    |
| Paul Broadhurst           | 66-67-69-70=272 | -8    | 3    |
| Markus Brier              | 67-68-69-69=273 | -7    | T4   |
| Maarten Lafeber           | 68-67-70-68=273 | -7    | T4   |
| Rolf Muntz                | 69-69-72-68=278 | -2    | T16  |
| Guido van der Valk        | 66-70-72-71=279 | -1    | T21  |
| Robert-Jan Derksen        | 68-72-71-70=281 | +1    | T32  |
| Joost Luiten              | 72-73=145       | +5    | MC   |
| Tristan Bierenbroodspot   | 72-74=146       | +6    | MC   |
| Nicolas Colsaerts         | 71-76=147       | +7    | MC   |
| Inder van Weerelt         | 73-74=147       | +7    | MC   |
| Simon Crosby              | 71-77=148       | +8    | MC   |
| Floris de Vries           | 77-71=148       | +8    | MC   |
| Alain Ruiz Fonhof         | 72-76=148       | +8    | MC   |
| Thijs Spaargaren          | 69-81=150       | +10   | MC   |
| Ruben Wechgelaer          | 73-78=151       | +11   | MC   |
| Niels Kraaij              | 78-76=154       | +14   | MC   |
| Robert Niemer (Am)        | 74-80=154       | +14   | MC   |
| Robin Swane               | 71-83=154       | +14   | MC   |
| Ruud Bos                  | 83-75=158       | +18   | MC   |

1912 ··· 1972 · 1973 · 1974 · 1975 · 1976 · 1977 · 1978 · 1979 · 1980 · 1981 · 1982 · 1983 · 1984 · 1985 · 1986 · 1987 · 1988 · 1989 · 1990 · 1991 · 1992 · 1993 · 1994 · 1995 · 1996 · 1997 · 1998 · 1999 · 2000 · 2001 · 2002 · 2003 · 2004 · 2005 · 2006 · 2007 · 2008 · 2009 · 2010 · 2011 · 2012 · 2013 · 2014 · 2015 · 2016 · 2017 · 2018 · 2019 · 2020